# Melekeok
Melekeok er Palaus hovedstad med 299(2012)indbyggere.
Den 7. oktober 2006 overtog byen status som hovedstad efter Koror.